# P-10 (radar)
Radarul P-10 (în rusă ”Волга А”, după clasificarea NATO ”Knife Rest B”) a fost o stație de radiolocație terestră, sovietică, de descoperire îndepărtată care lucra în gama de unde metrice. Radarul a apărut ca modernizare a predecesorului său P-8. În anul 1953 a trecut testele în teren, după care a fost introdus în înzestrarea Armatei Sovietice și s-a folosit în Trupele de Apărare Antiaeriană, Forțele Aeriene și Marina Militară. În continuare a fost înlocuit cu radarul P-12. Acest radar a fost și în înzestrarea țărilor fostului Tratat de la Varșovia, inclusiv în Armata României, până în anul 1973.

## Scurt istoric
În Institutul de Cercetări Ștințifice (NII) al Industriei Radio, în perioada 1951-1953, s-a creat un nou radar, P-10 care a înglobat toate realizările bune care au fost în radarul P-8, și a fost îmbunătățit cu o serie de noi posibilități tactice și tehnice.
În anul 1953, radarul P-10 a trecut cu succes testele de teren și a fost pus în înzestrarea trupelor. Acesta a fost utilizat, în principal, în Trupele de Apărare Antiaeriană, Forțele Aeriene și Marina Militară. Radarul a fost, de asemenea, utilizat la o serie de puncte de comandă ale regimentelor și diviziilor de artilerie antiaeriană ale Trupelor de Apărare Antiaeriană ca stații de cercetare și indicare a țintelor.

## Destinație
Radarul a fost folosit pentru cercetarea spațiului aerian, descoperirea și urmărirea mijloacelor aeriene de zbor, determinarea apartenenței de stat a acestora și transmiterea datelor despre situația aeriană la punctele de comandă ale unităților militare beneficiare. 

## Scurtă prezentare
Principalele deosebiri constructive ale radarului P-10 față de P-8 au fost:
- instalația de antenă a fost realizată sub forma a patru antene singulare de tip ”canal de undă”, dispuse sub formă de pătrat 2x2 cu o lărgime a diagramei de directivitate de 20 - 24 grade în plan orizontal; antena lucra atât la emisie cât și la recepție;
- s-a introdus un bloc de protecție la bruiaj;
- a fost dotat cu interogatorul terestru prin radiolocație NRZ-1, în sistemul ”Kremnîi-1” , pentru determinarea apartenenței de stat a aeronavelor;
- a avut un indicator de observare circulară;
- un indicator de înălțime care lucra în complex cu goniometrul pentru măsurarea unghiului de înălțare al țintei; înălțimea țintei se determina cu ajutorul unei nomograme.

O deosebire în ce privește funcționarea a fost 
realizarea, pentru prima dată, a măsurilor de contraacțiune radioelectronică; în cazul apariției bruiajului activ de zgomot se asigura trecerea pe o altă frecvență de lucru.
In anii 1956 - 1957 radarele P-8 și P-10 au fost echipate cu aparatura perfecționată ”Baikal-18” de protecție împotriva  bruiajului pasiv, elaborat de Biroul Special de Proiectări (SKB) din uzina 197 a Comitetului de Stat  pentru Radioelectronică (GKRE). În aparatură  s-a utilizat metoda coerentă de compensare cu scăderea impulsurilor după o perioadă de repetiție, cu potențialoscoape, s-a prevăzut compensarea vitezei de mișcare a norilor de bruiaj pentru viteze până la 30 m/s. Echipamentele "Baikal-18", asigurau conducerea țintei prin bruiajul pasiv mărind semanalul de la țintă de peste 5 ori.
A crescut foarte mult mobilitatea radarului prin faptul că antena stației se afla pe același șasiu cu aparatura stației și se putea trece rapid din poziția de marș în poziția de luptă. 

## Date tehnico-tactice
- frecvența de lucru, gama metrică: banda VHF;
- frecvența de repetiție a impulsurilor: 100 Hz;
- durata impulsului de sondaj: 4 sau 12 microsecunde;
- puterea emițătorului în impuls: 55 - 100 kw;
- distanța de descoperire: 180 - 200 km;
- înălțimea maximă de descoperire: 16.000 m;
- lățimea diagramei de directivitate în plan orizontal: 21 grade;
- viteza de rotire a antenei: de la 1 la 6 rotații pe minut.